# Aigner (Miesbach)
Aigner ist ein Gemeindeteil von Miesbach auf der Gemarkung Wies im oberbayerischen Landkreis Miesbach.

## Lage
Die Einöde Aigner liegt 1,25 km nordwestlich des Miesbacher Bahnhofs.

## Name
Der Ort wird als „Ain Hof auf dem Aigen zu Muespach“ urkundlich erwähnt, wobei zu Aigen, für das eigene Gut, das keiner lehens- oder grundherrlichen Abhängigkeit stand, sowie auf den „Aigner, der auf dem eigenen Gute sitzt“ Bezug nimmt.

## Bevölkerungsentwicklung
Um 1871 lebten in Aigner sechs Einwohner. Im Mai 1987 gab es acht Einwohner in einem Wohngebäude.
| Jahr      | 1871 | 1925 | 1950 | 1970 | 1987 |
| Einwohner | 6    | 9    | 11   | 8    | 8    |